# 海上皇宫
36°03′25″N 120°18′29″E / 36.05705°N 120.30801°E

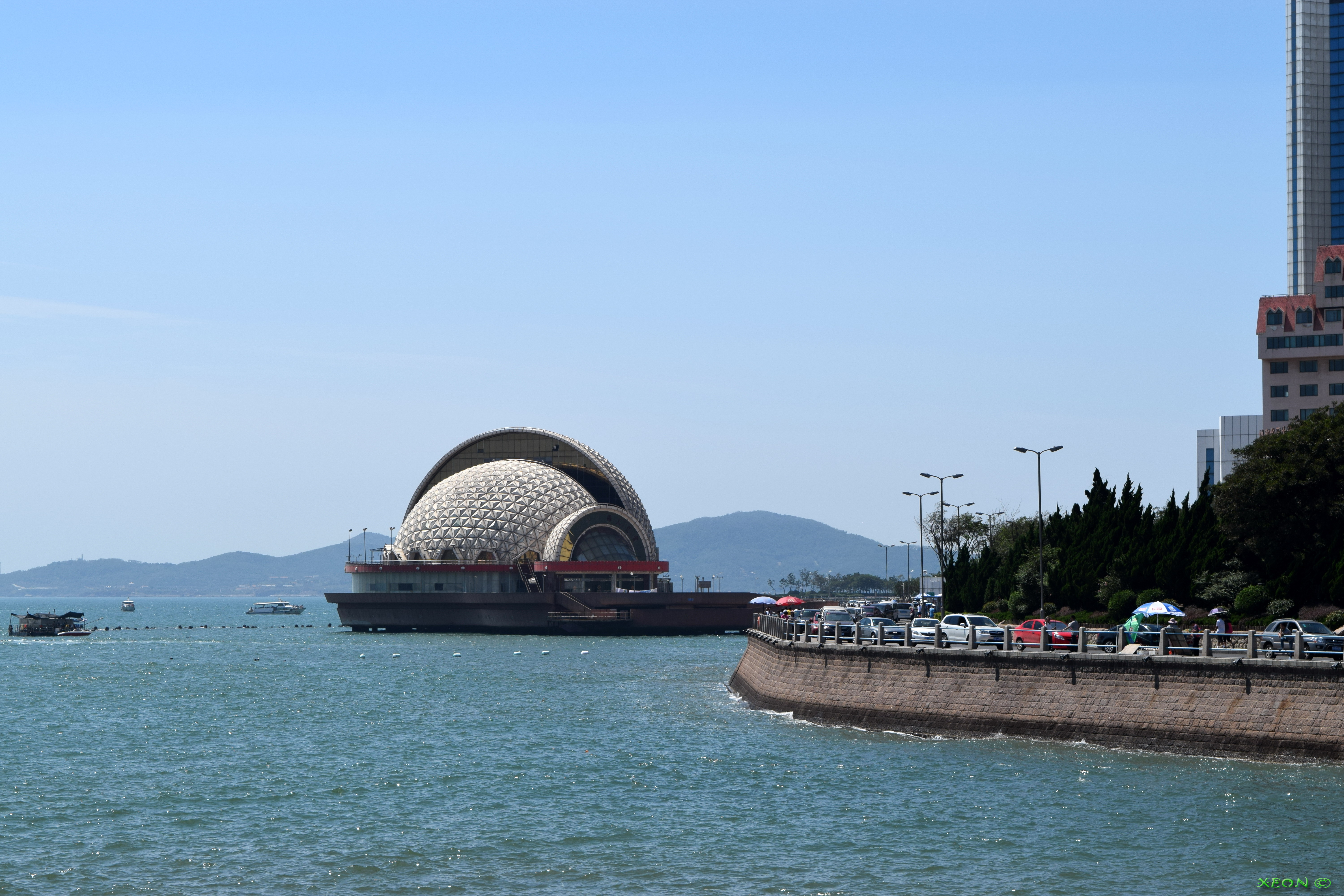
海上皇宫，2015年

海上皇宫，又称青岛市海上皇宫娱乐中心，是位于中华人民共和国山东省青岛市市南区西陵峡路2号、青岛湾西岸的一处著名地标性建筑，建于1994-1996年，后因经营不善而停业，并长期闲置。2019年改为青岛故宫文创馆。

## 概况
海上皇宫所在地原为一片被称为“小黑澜”的礁石群，1990年代因填海造陆而逐渐消失。1993年，中房集团青岛市房地产开发公司与香港好世界有限公司合资在此筹建海上皇宫，由天津大学建筑设计研究院设计，铁道部建厂工程局（现中铁建工集团）担任项目建设施工单位。1994年开建，1996年9月底竣工并正式营业，为一处为多功能旅游景观建筑。2002年因经营不善及青岛老城区商业衰落，改由青岛阳光佳日酒店经营，2004年停业，此后长期闲置。2008年，被山东鸿升投资有限公司以7000万元收购。2018年，青岛市人民政府决定将该建筑改为“故宫青岛文创馆”，经整修后，青岛故宫文创馆于2019年10月1日试运营。该项目由青岛海诺投资发展有限公司、故宫博物院、北京凤凰数字科技有限公司共同运营。2023年2月，有消息称该馆因运营调整暂停营业。

## 建筑特色
海上皇宫建造在青岛湾西侧护岸外的礁磐上，建筑用地三面环海，东侧与栈桥隔海相望。总建筑面积10800平方米，高5层。整体建筑采用蚌壳与明珠的造型，以3个错移对立、半开半闭的半球形建筑体组成，大中两半球构成建筑主体，小球为门厅。其中大半球直径46米，占四分之一球；中半球直径42.2米，球心下移，呈扁壳状。两半球间以圆柱面玻璃幕墙与垂直向月牙状玻璃幕墙相连。外墙采用三角锥形铝合金扣板和反射玻璃点式窗。内设客房、餐厅、观赏鱼池等游乐设施。

## 图集
- 海上皇宫北侧近景，2009年
- 东侧远景，2005年
- 东侧远景，2015年
- 自栈桥远眺海上皇宫，2015年